# Kronobergs län
Kronobergs län, provincie Kronoberg, is een län, een provincie in het zuiden van Zweden. Kronobergs län grenst aan de provincies Skåne län, Hallands län, Jönköpings län, Kalmar län en Blekinge län. De hoofdstad is Växjö.
De oppervlakte van de provincie is 8458 km², dat is 2,1% van de totale oppervlakte van Zweden. Kronobergs län had 204.335 inwoners op 31 december 2022.

## Bestuur
Kronobergs län heeft, zoals alle Zweedse provincies, een meerduidig bestuur. De landshövding vertegenwoordigt binnen de provincie de landelijke overheid. Deze heeft een eigen ambtelijk apparaat, de länsstyrelse. Daarnaast bestaat de landsting, feitelijk een eigen orgaan naast het län, dat een democratisch bestuur, de landstingsfullmäktige, heeft dat om de vier jaar wordt gekozen.

### Landshövding
Maria Arnholm is sinds 1 februari 2020 de landshövding van Kronobergs län, een politica van Liberalerna.

### Landsting
De Landsting, formeel Kronobergs läns landsting, wordt bestuurd door de landstingsfullmäktige. Deze telt 61 leden die een dagelijks bestuur kiezen, de landstingsstyrelsen. Kronoberg heeft een coalitie bestaande uit Centrum, Liberalen, Christendemocraten en Moderaterna.
Bij de laatste verkiezingen, in 2018, was de zetelverdeling in de regionfullmäktige:
- Vänsterpartiet (V): 5 zetels
- Sveriges Socialdemokratiska Arbetareparti (S): 19 zetels
- Sverigedemokraterna (SD): 8 zetels
- Centerpartiet (C): 7 zetels
- Liberalerna (L): 3 zetels
- Kristdemokraterna (KD): 5 zetels
- Moderata samlingspartiet (M): 14 zetels

## Gemeenten
Er liggen de volgende gemeenten in Kronobergs län:
| - Älmhult - Alvesta - Lessebo - Ljungby | - Markaryd - Tingsryd - Uppvidinge - Växjö |

Blekinge län · Dalarnas län · Gävleborgs län · Gotlands län · Hallands län · Jämtlands län · Jönköpings län · Kalmar län · Kronobergs län · Norrbottens län · Örebro län · Östergötlands län · Skåne län · Södermanlands län · Stockholms län · Uppsala län · Värmlands län · Västerbottens län · Västernorrlands län · Västmanlands län · Västra Götalands län